# Francisco Canals Vidal
Francisco Canals Vidal (Barcelona, 30 de mayo de 1922-Barcelona., 7 de febrero de 2009) fue un filósofo, jurista, teólogo y catedrático español. Fue académico de la Pontificia Academia de Santo Tomás de Aquino de Roma. Pensador tradicionalista, es uno de los principales representantes de la Escuela tomista de Barcelona. 

## Biografía

### Primeros años y formación
Nació en Barcelona el 30 de mayo de 1922. Estudió el bachillerato en las Escuelas Pías y en el Colegio del Sagrado Corazón. Desde muy joven entró en contacto con el grupo formado en torno al padre Ramón Orlandis Despuig, S.J., que a partir de 1944 tendría su órgano de expresión en la revista Cristiandad, de la que fue colaborador. Contrajo matrimonio con Isabel Surís Fábrega en 1950 y fue padre de once hijos. El padre Orlandis orientó su formación hacia el estudio y la docencia de la filosofía, especialmente la de Santo Tomás de Aquino, entrando a formar parte de la Escuela tomista de Barcelona.
Cursó estudios universitarios de Derecho y de Filosofía, obteniendo la licenciatura en Derecho en 1946 y la licenciatura en Filosofía en 1950. En 1952 obtuvo el doctorado en Filosofía en la Universidad de Madrid con una tesis dirigida por Jaume Bofill Bofill y titulada El logos, ¿indigencia o plenitud?, que mereció premio extraordinario. Dos años después, en 1954, obtuvo el doctorado en Derecho en la Universidad de Barcelona con una tesis titulada El elemento romántico en la génesis del catolicismo liberal. En 1981 obtuvo el doctorado en Sagrada Teología en la Facultad de Teología de Cataluña con una tesis sobre San José.

### Vida docente
Fue profesor encargado de Teoría del Conocimiento en la Universidad de Barcelona (1956-1967), catedrático de Filosofía del Instituto Jaime Balmes de Enseñanza Media de Barcelona (1958-1967) y catedrático de Metafísica de la Universidad de Barcelona (1967-1987), cargo en el que sucedió a Jaume Bofill Bofill y en el que fue sucedido por Eudaldo Forment. Durante sus años de docencia tuvo numerosos discípulos, destacando entre todos José María Petit Sullá.
A mediados de los sesenta, trabó relación con el equipo intelectual tradicionalista nacido en Madrid pocos años antes en torno a la revista Verbo, que animan Eugenio Vegas Latapié y Juan Vallet de Goytisolo, y con el que colaboró activamente hasta el final de su vida en las reuniones anuales de Amigos de la Ciudad Católica y en las páginas de la revista.
Como escritor y conferenciante su actividad abarcó, además de la filosofía, la dogmática, la teología de la historia y la actualidad sociopolítica. 
Canals fue miembro de la Pontificia Academia Romana de Santo Tomás e impulsor y fundador de la Sociedad Internacional Tomás de Aquino. Para Armando Rigobello, Francisco Canals fue «uno de los mayores pensadores tomistas de lengua española».

## Pensamiento

### Pensamiento filosófico

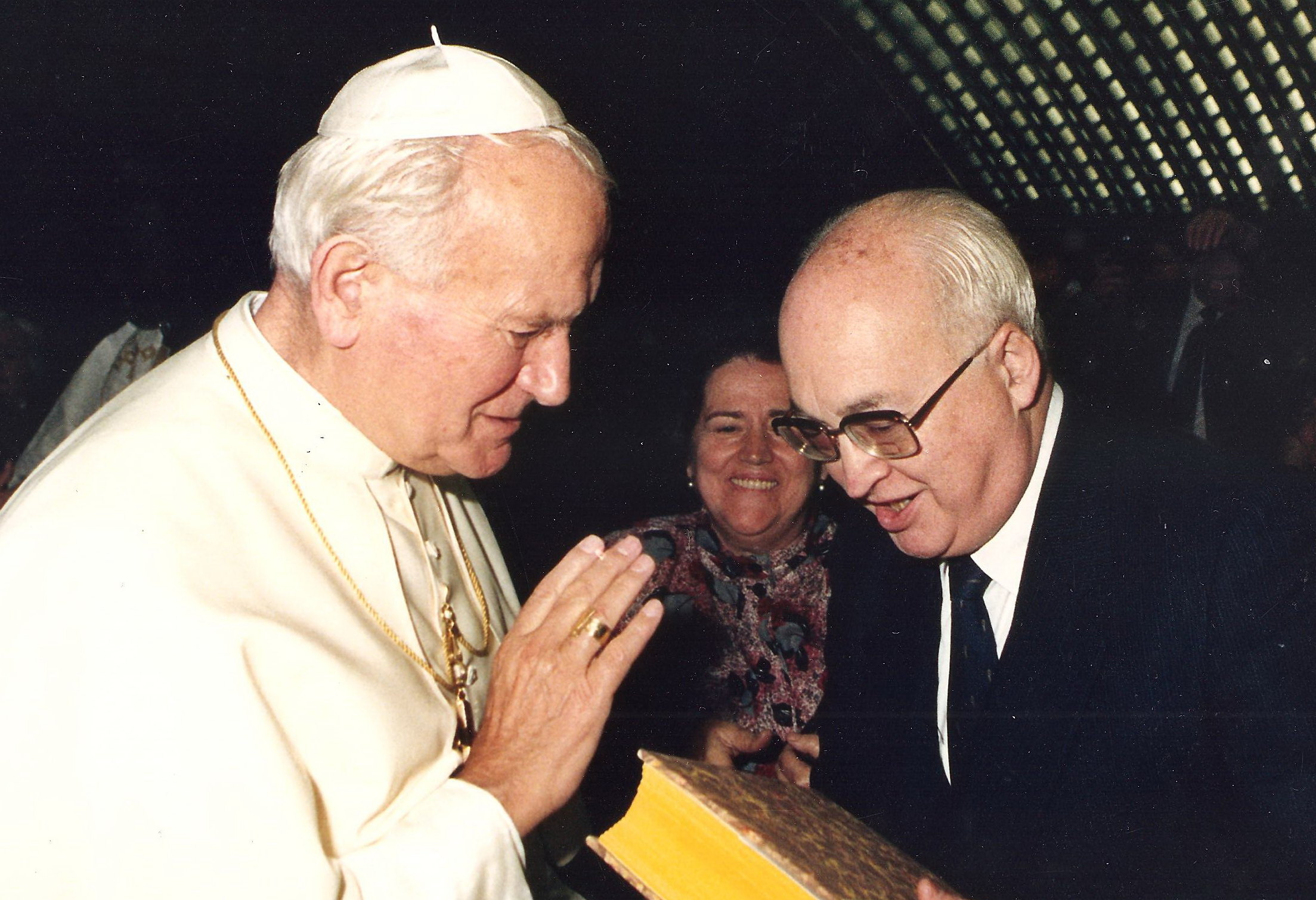
F. Canals con S. Juan Pablo II, 1989

Canals se inscribe en el tomismo. Canals había asumido esta recomendación como convicción propia.
Canals se dedicó al redescubrimiento de tesis y de aspectos olvidados en el tomismo de los siglos XIX y XX, e incluso en el pensamiento moderno en general. Su punto de partida se halla plasmado en lo que denominó los “preaecognita”, los conocimientos previos ya poseídos y necesariamente supuestos para que pueda existir y tener sentido la pregunta y cualquier investigación sobre el conocimiento humano. Aunque la totalidad de los praecognita es imposible de sistematizar, Canals enumera siete de ellos.
Canals aceptó para su pensamiento la denominación de “realismo pensante”. Su investigación sobre la esencia del conocimiento se mueve en la exigencia de una ontología del sujeto cognoscente, necesaria para superar el formalismo del criticismo trascendental kantiano. A la vez, contra todo intuicionismo, acepta que entender es concebir, o sea, formar interiormente un verbo mental, un término objetivo inmanente al entender mismo, en el cual se llegan a entender las cosas.
Para Eudaldo Forment, en el pensamiento filosófico de Canals “se encuentran como tres líneas maestras articuladas, que lo sostienen y lo unifican”. Estas son la metafísica del conocimiento, la metafísica del ser y la metafísica de la persona.

### Pensamiento teológico
Canals entiende la teología al hilo de la doctrina de Santo Tomás, como una verdadera ciencia argumentativa, una elaboración racional en sentido propio, pero al servicio de la fe, por lo cual no puede nunca, sin dimitir de su razón de ser, oponerse a ningún contenido de la fe. Por el contrario, los artículos de la fe son sus puntos de partida.
Dos aspectos en los que teológicamente se adentró Canals Vidals fueron la teología de la historia y la teología sobre san José. La Teología de la historia  trata cuestiones que han estado presentes en la conciencia cristiana a lo largo de los siglos.
Canals tenía la convicción de que Cristo había venido para reinar en el mundo, de que el Reinado de Cristo es el camino único para la justicia y la paz entre los hombres, y que esto había sido prometido por Dios a la humanidad. De ahí una esperanza firme en una futura “instauración de todas las cosas en Cristo”, la que Pío XI llamaba “consoladora y cierta profecía del divino Corazón.” Para Canals estaba claro que lo prometido por Cristo es una consumación intrahistórica de la plenitud del Reino.
Canals estudió a fondo numerosos autores. También encontró en la obra de Karol Wojtyła que aflorando ya una “nueva escatología”, cuyos temas no son ya los clásicos cuatro “novísimos”, sino los propios de la restauración y recapitulación de todas las cosas en Cristo y de los nuevos cielos y la tierra nueva.
La teología de san José constituyó el tema de su tesis doctoral: un estudio sobre la paternidad de san José sobre Jesús y su conexión con el matrimonio de aquel con María. En este estudio se apoya Canals sobre una larga tradición de autores sobre san José, negando la realidad de un “silencio” histórico acerca del mismo.
Canals se interesa a fondo por la relación esponsalicia entre José y María y, recogiendo una expresión de Isidoro de Isolano, dominico del siglo XV-XVI, insiste en la “semejanza entre los esposos” y en lo que de ello se deduce. José pertenece también al orden hipostático, y no sólo María, de acuerdo con Francisco Suárez, autor decisivo para la josefología posterior. Otro punto en que Canals insiste es la virginidad de José, su compromiso de virginidad junto a María, e incluso la semejanza con ella en la exención de los efectos del pecado original desde el seno materno.
Canals destaca la santidad de José como “ejemplo perfecto del dejarse en manos de Dios en que se realiza el camino de la infancia espiritual que la Doctora de la Iglesia Santa Teresita tuvo la divina misión de enseñar a los cristianos de nuestros días”. José, que no tenía ministerio sacerdotal, ni misión profética, ni apostólica, es sin embargo modelo perfecto de santidad en la vida ordinaria. Desde Santa Teresa de Jesús, se extendió por el mundo católico la devoción a san José y la confianza en la eficacia universal de su intercesión.

### Pensamiento político
En política defendió el tradicionalismo y el carlismo. También era contrario al nacionalismo.
Canals Vidals se opuso al referéndum de la Constitución Española de 1978, firmando un manifiesto.

"...La Constitución que nos es propuesta no contiene el reconocimiento expreso de la autoridad de Dios que figura en los dos textos constitucionales de los pueblos más civilizados (...)  La Constitución sometida a referéndum aparece como fuente formal única, invoca al pueblo como única fuente material que fundamenta derechos deberes, y deja en manos del Estado, como Demiurgo único, la regulación del matrimonio, de la familia, la educación y la economía en grado tal que el partido mayoritario, aunque sea el comunista, podrá desarrollar su programa sin salirse de la Constitución (...) Los católicos votando a favor del texto constitucional prestaríamos nuestra adhesión, aunque sea inconscientemente, a este nuevo totalitarismo laico..."
Manifiesto,

## Obras

### Libros:

#### Libros de filosofía:
- Para una fundamentación de la metafísica (Barcelona, Cristiandad, 1968).
- Textos de los grandes filósofos: Edad media (Barcelona, Herder, 1975).
- Historia de la filosofía medieval (Barcelona, Herder, 1976, 1ª ed.; Barcelona, Herder, 1980, 2.ª ed.).
- Cuestiones de fundamentación (Barcelona, EU, 1981).
- Sobre la esencia del conocimiento (Barcelona, PPU,1987).

#### Libros histórico-políticos:
- Cristianismo y revolución. Los orígenes románticos del catolicismo de izquierda (Barcelona, Acervo, 1957, 1ª ed.; Madrid, Speiro, 1986, 2ª ed.).
- Política española: pasado y futuro (Barcelona, Acervo, 1977).
- La tradición catalana en el siglo XVIII: ante el absolutismo y la Ilustración (Madrid, Fundación Francisco Elías de Tejada y Erasmo Percopo,1995).
- Miscelánea (Barcelona, 1997).
- Catalanismo y tradición catalana (Barcelona, Scire, 2006).

#### Libros de teología:
- En torno al diálogo católico-protestante (Barcelona, Cristiandad, 1966).
- San José, patriarca del Pueblo de Dios (Valladolid, 1982, 1ª ed.; Barcelona, Balmes, 1994, 2ª ed.).
- Los siete primeros concilios: formulación de la ortodoxia católica (Barcelona, Scire, 2003).
- Mundo histórico y Reino de Dios (Barcelona, Scire, 2005).
- San José en la fe de la Iglesia. Antología de textos (Madrid, BAC, 2007, 1ª ed.; Madrid, BAC, 2021, 2ª ed.).

#### Libros sobretomismo:
- Tomás de Aquino. Un pensamiento siempre actual y renovador (Barcelona, Scire, 2004, 1ª ed.;  Ediciones Cor Iesu, 2020, 2ª ed.).

### Artículos:
- El lumen intellectus agentis en la ontología del conocimiento de Santo Tomás, Convivium (1956/1).
- Sobre el sentido de la revolución copernicana, Convivium (1964/17-18).
- Sentido de la deducción subjetiva en el "intento capital" de la crítica, Convivium (1966/21).
- Analogía y dialéctica, Convivium (1967/24-25).
- Verdad trascendental y subsistencia espiritual en santo Tomás, Convivium (1975/46).

### Edición de sus obras completas:
Están en proceso de publicación sus obras completas, que se prevé ocupen 12 volúmenes. Los publicados hasta la fecha son: 
- Obras completas 2. Al servicio del Reinado del Sagrada Corazón (II).
- Obras completas 3. Escritos teológicos (I).
- Obras completas 4A. Escritos teológicos (II).
- Obras completas 4B. Escritos teológicos (II).
- Obras completas 5A. Escritos teológicos (III).
- Obras completas 5B. Escritos teológicos (III).
- Obras completas 6. Escritos filosóficos (I).
- Obras completas 9. Escritos filosóficos (IV).
- Obras completas 10. Escritos políticos (I).
- Obras completas 11A. Escritos políticos (II).
- Obras completas 11B. Escritos políticos (II).
- Obras completas 12. Escritos políticos (III).